# Mutnal, Belgaum
Mutnal là một làng thuộc tehsil Belgaum, huyện Belgaum, bang Karnataka, Ấn Độ.